# 环氧氯丙烷
环氧氯丙烷（epichlorohydrin (ECH)）是一个有机氯化合物，也是一个环氧化物。它是一个无色液体，有类似于大蒜的刺激性气味，不溶于水，但可以与大部分极性有机溶剂混溶。环氧氯丙烷活性很强，被用于制造甘油、塑料和人造橡胶。若与水接触，环氧氯丙烷可水解生成3-MCPD，后者是一种在食物中发现的致癌物。

## 生产
环氧氯丙烷是通过对原料烯丙基氯的两步反应制备的。
第一步，烯丙基氯与次氯酸发生氢氯化反应，得到两个混合的醇：
CH2=CHCH2Cl  +  HOCl   →  HOCH2CHClCH2Cl/ClCH2CH(OH)CH2Cl

第二步，将混合醇与碱反应生成环氧化物：
HOCH2CHClCH2Cl/ClCH2CH(OH)CH2Cl  +  NaOH   →  CH2CHOCH2Cl  +  NaCl  +  H2O

通过使用这个方法，每年(1997年)环氧氯丙烷的生产量超过70万吨。

## 应用
环氧氯丙烷主要被转化为甘油：
CH2CHOCH2Cl  +  2 H2O  →  HOCH2CH(OH)CH2(OH)  +  HCl
通过双酚A的烷基化作用，环氧氯丙烷能制造环氧树脂。它同时也是制备许多其他树脂和聚合物单体的前体。

### 其它应用
环氧氯丙烷也是一个用于合成很多有机化合物的重要试剂。例如，它能转换成缩水甘油硝酸酯，一种用于爆炸或推进组件的高能粘合剂。

## 安全
环氧氯丙烷有刺激性，毒性较强，也是一种致癌物。